# Савино (Задорожская волость)
Савино — урочище на территории Карамышевской волости Псковского района Псковской области России.
Расположено у левого берега реки Кебь, в 12 км к северу от села Карамышево и в 33 км к востоку от центра города Пскова.

## История
Деревня Савино снята с учёта решением Псковского облисполкома № 200 от 27 апреля 1988 года. Затем Савино, не имея статуса населённого пункта, числилось как деревня, с 2005 года, в соответствие с областным законом «Об установлении границ и статусе вновь образуемых муниципальных образований на территории Псковской области» в составе ныне упразднённой Задорожской волости, а затем в Карамышевской волости. Законом Псковской области от 29 декабря 2014 № 1478-ОЗ упоминание о деревне Савино в законе Псковской области «Об установлении границ и статусе вновь образуемых муниципальных образований на территории Псковской области»" было исключено.